# Городская Дума Калуги
Городская дума городского округа Города Калуга -  представительный орган муниципального образования города Калуга. Депутаты городской думы избираются на пять лет в количестве 35 человек по смешанной системе.

## История
Первый созыв современной Городской Думы приступил к работе 28 января 1997 года, в состав которого входили 23 депутата. За прошедшие годы Дума стала важным институтом местного самоуправления, обеспечивающим представительство интересов населения и контроль за деятельностью исполнительной власти города.
Городская Дума города Калуги продолжает играть ключевую роль в развитии областного центра, обеспечивая баланс между различными политическими силами и интересами населения в рамках демократических процедур местного самоуправления.

## Основные полномочия
Дума осуществляет следующие ключевые полномочия:
- Принятие Устава города и внесение в него изменений
- Утверждение местного бюджета и контроль за его исполнением
- Установление местных налогов и сборов
- Принятие правовых актов по вопросам местного значения
- Контроль за деятельностью органов местного самоуправления
- Назначение выборов и референдумов

## Текущий состав
С 2015 года выборы в Городскую Думу проходят по смешанной избирательной системе:
- 25 депутатов избираются по одномандатным округам (мажоритарная система)
- 10 депутатов избираются по единому избирательному округу по партийным спискам (пропорциональная система с 5%-м барьером)

Последний выборы состоялись 13 сентября 2020 года при явке избирателей более 25%. «Единая Россия» получила большинство — 26 мандатов (22 по одномандатным округам и 4 по единому округу), что обеспечило партии контроль над представительным органом.
По итогам выборов 13 сентября 2020 года в Думе VII созыва сформирован следующий состав:
| Партия/объединение              | Количество депутатов | Процент от состава |
| ------------------------------- | -------------------- | ------------------ |
| «Единая Россия»                 | 26                   | 74,3%              |
| КПРФ                            | 2                    | 5,7%               |
| «Справедливая Россия»           | 2                    | 5,7%               |
| ЛДПР                            | 1                    | 2,9%               |
| «Новые люди»                    | 1                    | 2,9%               |
| «Российская партия пенсионеров» | 1                    | 2,9%               |
| «Яблоко»                        | 1                    | 2,9%               |
| Самовыдвиженцы                  | 1                    | 2,9%               |

25 июня 2025 года на заседании Думы VII было принято решение о назначении выборов депутатов восьмого созыва на 14 сентября 2025 года в рамках Единого дня голосования. Голосование продлится три дня — 12, 13 и 14 сентября.